# Sawadaea bicornis
Sawadaea bicornis är en svampart som först beskrevs av Carl (Karl) Friedrich Wilhelm Wallroth, och fick sitt nu gällande namn av Homma 1937. Sawadaea bicornis ingår i släktet Sawadaea och familjen Erysiphaceae.  Arten är reproducerande i Sverige. Inga underarter finns listade i Catalogue of Life.

## Källor

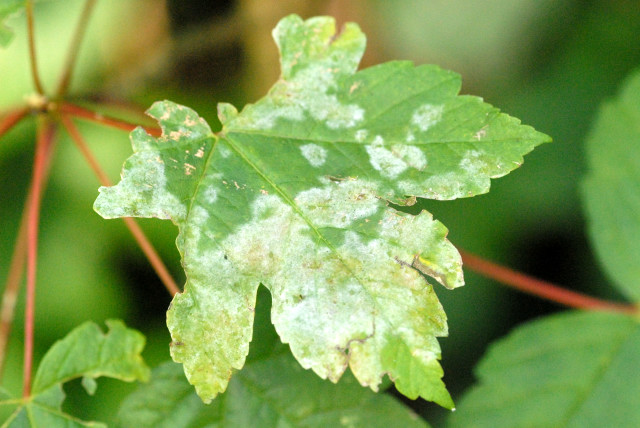